# Mount Llano
Mount Llano ist ein 1930 m hoher Berg in der antarktischen Ross Dependency. Er ragt 10 km nordöstlich des Mount Wade aus den unteren Ausläufern der Prince Olav Mountains auf.
Mitglieder einer Mannschaft zur Erkundung des Ross-Schelfeises (1957–1958) unter der Leitung des US-amerikanischen Geophysikers Albert P. Crary (1911–1987) entdeckten und fotografierten ihn. Namensgeber ist der US-amerikanische Biologe und Spezialist für polare Flechten George Albert Llano (1911–2003), unter anderem Programmleiter für biologische und medizinische Forschung der National Science Foundation von 1960 bis 1977.